# Hver har sin skæbne
"Hver har sin skæbne" ("Sorrig og glæde de vandre til hobe") er en dansk salme af Thomas Kingo skrevet i 1681 og udgivet som "Dend XIV. Sang" i samlingen Samlede Skrifter I-VII i 1975. 
Kingo beskriver i "Hver har sin skæbne" livet og naturen som modsætninger, der ofte er uundgåelige, og som man må acceptere og afvente saligheden i himlen.
Salmen består af otte strofer på hver syv linjer med rimmønsteret A-B-A-B-C-C-C. En ældre folkemelodi fra omkring 1670 passer til salmen, og Thomas Laub skrev en ny melodi til den i 1916.
"Hver har sin skæbne" indgår i lyrikantologiens 12 digte i Kulturkanonen fra 2006. Mette Winge har skrevet et skuespil om Kingos liv med titlen "Hver har sin skæbne".
Salmen er med i Den Danske Salmebog 2003 som nr. 46.